# När börjar det riktiga livet?
När börjar det riktiga livet? (ISBN 9789100126964) är en bok från 2011 av Fredrik Lindström. I femton korta noveller undersöker Lindström varför vi människor inte bara kan vara, varför vi alltid måste göra, varför vi inte kan vara nöjda och trygga i nuet. Antingen drömmer man sig tillbaka till sitt förflutna eller så planerar man för framtiden och tänker att "då, där framme, då ska allt bli bra".